# Elfenbenskusten i olympiska spelen
Elfenbenskusten har skickat idrottare till alla olympiska sommarspel sedan 1964 med undantag för 1980. Landets första medalj vanns av Gabriel Tiacoh, som vann ett silver i herrarnas 400 m löpning vid sommar-OS 1984 i Los Angeles. Elfenbenskusten har aldrig deltagit i olympiska vinterspelen.

## Medaljer
| Guld | Silver | Brons | Totalt antal medaljer |
| ---- | ------ | ----- | --------------------- |
| 1    | 1      | 3     | 5                     |

### Medaljer efter sommarspel
| Spel                | Idrottare        | Guld        | Silver      | Brons       | Totalt      | Placering   |
| Tokyo 1964          | 9                | 0           | 0           | 0           | 0           | –           |
| Mexico City 1968    | 10               | 0           | 0           | 0           | 0           | –           |
| München 1972        | 15               | 0           | 0           | 0           | 0           | –           |
| Montréal 1976       | 8                | 0           | 0           | 0           | 0           | –           |
| Moskva 1980         | Deltog inte      | Deltog inte | Deltog inte | Deltog inte | Deltog inte | Deltog inte |
| Los Angeles 1984    | 15               | 0           | 1           | 0           | 1           | 33          |
| Seoul 1988          | 28               | 0           | 0           | 0           | 0           | –           |
| Barcelona 1992      | 13               | 0           | 0           | 0           | 0           | –           |
| Atlanta 1996        | 11               | 0           | 0           | 0           | 0           | –           |
| Sydney 2000         | 14               | 0           | 0           | 0           | 0           | –           |
| Aten 2004           | 5                | 0           | 0           | 0           | 0           | –           |
| Peking 2008         | 22               | 0           | 0           | 0           | 0           | –           |
| London 2012         | 10               | 0           | 0           | 0           | 0           | –           |
| Rio de Janeiro 2016 | 12               | 1           | 0           | 1           | 2           | 51          |
| Tokyo 2020          | 28               | 0           | 0           | 1           | 1           | 86          |
| Paris 2024          | 11               | 0           | 0           | 1           | 1           | 84          |
| Los Angeles 2028    | Framtida tävling |             |             |             |             |             |
| Brisbane 2032       | Framtida tävling |             |             |             |             |             |
| Totalt              | Totalt           | 1           | 1           | 3           | 5           | 105         |

### Medaljer efter sporter
| Sport              | Guld | Silver | Brons | Totalt |
| Taekwondo          | 1    | 0      | 3     | 4      |
| Friidrott          | 0    | 1      | 0     | 1      |
| Totalt (2 sporter) | 1    | 1      | 3     | 5      |

## Lista över medaljörer
| Medalj | Namn                | Spel                | Sport     | Gren                         |
| ------ | ------------------- | ------------------- | --------- | ---------------------------- |
| Silver | Gabriel Tiacoh      | Los Angeles 1984    | Friidrott | Herrarnas 400 meter          |
| Brons  | Ruth Gbagbi         | Rio de Janeiro 2016 | Taekwondo | Damernas mellanvikt (67 kg)  |
| Guld   | Cheick Sallah Cissé | Rio de Janeiro 2016 | Taekwondo | Herrarnas mellanvikt (80 kg) |
| Brons  | Ruth Gbagbi         | Tokyo 2020          | Taekwondo | Damernas mellanvikt (67 kg)  |
| Brons  | Cheick Sallah Cissé | Paris 2024          | Taekwondo | Herrarnas +80 kg             |